# Einkauf, Materialwirtschaft, Logistik
Die Schweizer Zeitschrift Einkauf, Materialwirtschaft, Logistik (EML) erscheint seit 1961 in Deutsch. Zurzeit hat sie eine Auflage von 4500 Exemplaren und wird seit 2010 von der Dornacher Binkert Publishing herausgegeben.
Die Zeitschrift wendet sich an Einkäufer, verantwortliche Materialwirtschafter und Logistiker der Bereiche Industrie, Gewerbe und Handel.
Der angesprochene Personenkreis wird über zahlreiche Einkaufs- und Materialwirtschaftshemen, Verpackungen, Lagerhaltung und Logistik informiert.

## Geschichte
Von 1961 bis 1970 war der Zeitschriftentitel Der Einkäufer: unabhängige schweizerische Fachzeitschrift für die Materialwirtschaft und erschien im Sauter Verlag (Basel). Bis 1963 erschien die Zeitschrift zweimonatlich, ab 1964 wurde die erscheinungsweise auf monatlich umgestellt.
Seit April 1970 ist die Zeitschrift offizielles Organ des Schweizerischen Einkäufer- und Materialverwalter-Clubs. 1971 hat der Seltisberger DEK-Verlag die Zeitschrift übernommen und umbenannt in Der Einkäufer + Materialwirtschaft. Im Jahre 2010 wechselte die Herausgabe der Zeitschrift zur Binkert Publishing GmbH.